# Підшлункова залоза
Підшлунко́ва за́лоза — це залоза внутрішньої та зовнішньої секреції, розташована позаду шлунка, складається з частини (головки), тіла і хвоста. Це залоза змішаної секреції, що виробляє як травний сік (екзокринна функція), так і гормони (ендокринна функція).

## Анатомія
Підшлункова залоза розташована в заочеревинному просторі.

## Порушення функції
- Гострий панкреатит
- Хронічний панкреатит
- Цукровий діабет
- Рак підшлункової залози